# Erik 4. af Sachsen-Lauenburg
Hertug Erik 4. af Sachsen-Lauenburg (1354 - 21. juni 1412) var hertug af Sachsen-Lauenburg 1368-1412. Han var søn af hertug Erik 2. af Sachsen-Lauenburg (død 1368/1369) og Agnes af Holsten (død 1386/1387).
Erik 4. indgik med hansestaden Lübeck i 1390 en aftale om opførelsen af en kanal mellem Elben og Østersøen (Stecknitzkanalen). Han genforenede Sachsen-Lauenburg i 1401.
Erik giftede sig 8. april 1373 med Sophia af Braunschweig-Lüneburg (død 1416). Parret fik følgende børn:
1. Erik 5. af Sachsen-Lauenburg (død 1436), hertug af Sachsen-Lauenburg
2. Johan 4. af Sachsen-Lauenburg (myrdet 1414), hertug af Sachsen-Lauenburg
3. Albrecht af Sachsen-Lauenburg (myrdet 1421), kannik i Hildesheim
4. Magnus af Sachsen-Lauenburg (død 1452), biskop af Hildesheim og Kammin
5. Bernhard 2. af Sachsen-Lauenburg (død 1463), hertug af Sachsen-Lauenburg
6. Otto af Sachsen-Lauenburg (død inden 1431)
7. Agnes af Sachsen-Lauenburg (død inden 1415), gift med greve Albrekt 2. af Holsten (død 1403)
8. Agnes af Sachsen-Lauenburg (død cirka 1435), gift med hertug Wartislav 8. af Pommern (1373-1415)
9. Katharina af Sachsen-Lauenburg (død tidligst 1448), gift 1. med fyrste Johann 7. af Mecklenburg-Werle (død 1414), gift 2. med hertug Johan 4. af Mecklenburg (død 1422)
10. Sophie af Sachsen-Lauenburg (død 1462), gift med hertug Wartislav 9. af Pommern (død 1457)